# Heteroscyphus tener
Heteroscyphus tener là một loài rêu tản trong họ Geocalycaceae. Loài này được (Stephani) Schiffner miêu tả khoa học lần đầu tiên năm 1910.